# 1. liga 2019-2020
La 1. liga 2019-2020 è stata la 27ª edizione del massimo campionato ceco di calcio, iniziata il 12 luglio 2019, sospesa il 12 marzo 2020 a causa della pandemia di COVID-19, ripresa il 23 maggio 2020 e terminata l'8 luglio 2020. Lo Slavia Praga, che si è riconfermato campione vincendo il suo sesto titolo ceco, si appose sul petto la seconda stella per il suo 20º titolo nazionale.

## Formula
Le 16 squadre partecipanti si affrontano in gironi di andata-ritorno per un totale di 30 giornate, che costituiscono la stagione regolare. Al termine della stagione regolare le prime sei squadre classificate si qualificano per i play-off scudetto, le squadre classificate dal 7º al 10º posto si qualificano per i play-off Europa League e, infine, le squadre dall'11º al 16º si qualificano per i play-out.

Al termine della stagione la squadra campione e la seconda classificata si qualificano rispettivamente per i play-off e per il secondo turno preliminare della UEFA Champions League 2020-2021. La squadra classificata al terzo si qualifica per il secondo turno di qualificazione della UEFA Europa League 2020-2021. La vincente dei play-off Europa League affronta la quarta classificata del play-off per il titolo per un ulteriore posto in Europa League.

Per quanto riguarda i play-out, l'ultima classificata retrocede in 2. Liga mentre penultima e terz'ultima affrontano la seconda e terza classificate della 2. Liga, per mantenere la categoria.

## Squadre partecipanti
| Club               | Città              | Stadio                  | Stagione precedente            |
| ------------------ | ------------------ | ----------------------- | ------------------------------ |
| Baník Ostrava      | Ostrava            | Stadio Municipale       | 5º posto in 1. liga            |
| Bohemians 1905     | Praga              | Stadio Ďolíček          | 13º posto in 1. liga           |
| Dyn. Č. Budějovice | České Budějovice   | Stadio Střelecký ostrov | 1º posto in Druhá liga         |
| Trinity Zlín       | Zlín               | Stadio Letná            | 9º posto in 1. liga            |
| Jablonec           | Jablonec nad Nisou | Stadion Střelnice       | 4º posto in 1. liga            |
| Karviná            | Karviná            | Stadio Municipale       | 15º posto in 1. liga           |
| Mladá Boleslav     | Mladá Boleslav     | Stadio Municipale       | 7º posto in 1. liga            |
| Opava              | Opava              | Stadio Municipale       | 12º posto in 1. liga           |
| Příbram            | Příbram            | Na Litavce              | 14º posto in 1. liga           |
| Sigma Olomouc      | Olomouc            | Andrův stadion          | 8º posto in 1. liga            |
| Slavia Praga       | Praga              | Stadion Eden            | Campione della Repubblica Ceca |
| Slovácko           | Uherské Hradiště   | Stadio Miroslav Valenty | 11º posto in 1. liga           |
| Slovan Liberec     | Liberec            | Stadion u Nisy          | 6º posto in 1. liga            |
| Sparta Praga       | Praga              | Generali Arena          | 3º posto in 1. liga            |
| Teplice            | Teplice            | Na Stínadlech           | 10º posto in 1. liga           |
| Viktoria Plzeň     | Plzeň              | Doosan Arena            | 2º posto in 1. liga            |

## Stagione regolare

### Classifica finale
|  | Pos. | Squadra            | Pt | G  | V  | N  | P  | GF | GS | DR  |
|  | ---- | ------------------ | -- | -- | -- | -- | -- | -- | -- | --- |
|  | 1.   | Slavia Praga       | 72 | 30 | 22 | 6  | 2  | 58 | 10 | +48 |
|  | 2.   | Viktoria Plzeň     | 66 | 30 | 20 | 6  | 4  | 60 | 22 | +38 |
|  | 3.   | Sparta Praga       | 50 | 30 | 14 | 8  | 8  | 55 | 35 | +20 |
|  | 4.   | Jablonec           | 49 | 30 | 14 | 7  | 9  | 46 | 41 | +5  |
|  | 5.   | Slovan Liberec     | 47 | 30 | 14 | 5  | 11 | 50 | 38 | +12 |
|  | 6.   | Baník Ostrava      | 45 | 30 | 12 | 9  | 9  | 42 | 34 | +8  |
|  | 7.   | Dyn. Č. Budějovice | 43 | 30 | 13 | 4  | 13 | 46 | 45 | +1  |
|  | 8.   | Bohemians 1905     | 42 | 30 | 12 | 6  | 12 | 38 | 41 | -3  |
|  | 9.   | Slovácko           | 42 | 30 | 11 | 9  | 10 | 35 | 35 | 0   |
|  | 10.  | Mladá Boleslav     | 40 | 30 | 11 | 7  | 12 | 48 | 52 | -4  |
|  | 11.  | Sigma Olomouc      | 36 | 30 | 8  | 12 | 10 | 36 | 37 | -1  |
|  | 12.  | Teplice            | 31 | 30 | 7  | 10 | 13 | 29 | 49 | -20 |
|  | 13.  | Trinity Zlín       | 27 | 30 | 7  | 6  | 17 | 25 | 47 | -22 |
|  | 14.  | Karviná            | 26 | 30 | 5  | 11 | 14 | 23 | 39 | -16 |
|  | 15.  | Opava              | 23 | 30 | 5  | 8  | 17 | 16 | 47 | -31 |
|  | 16.  | Příbram            | 21 | 30 | 5  | 6  | 19 | 19 | 54 | -35 |

Legenda:
      Ammesse ai Play-off scudetto.
      Ammesse ai Play-off Europa League.
      Ammesse ai Play-out.
Note:
Tre punti per la vittoria, uno per il pareggio, zero per la sconfitta.

### Risultati
|                    | Ban  | Boh  | DCB  | FZl  | Jab  | Kar  | MBo  | Opa  | Pří  | Sig  | Sla  | Svk  | SLi  | SPr  | Tep  | VPl  |
| ------------------ | ---- | ---- | ---- | ---- | ---- | ---- | ---- | ---- | ---- | ---- | ---- | ---- | ---- | ---- | ---- | ---- |
| Baník Ostrava      | –––– | 4-2  | 2-1  | 4-0  | 1-1  | 3-0  | 2-3  | 0-0  | 3-0  | 2-2  | 2-2  | 3-0  | 1-2  | 0-0  | 0-1  | 0-2  |
| Bohemians 1905     | 0-2  | –––– | 3-2  | 2-2  | 3-0  | 0-0  | 3-0  | 1-0  | 1-0  | 3-2  | 1-0  | 0-0  | 2-1  | 0-1  | 4-0  | 0-0  |
| Dyn. Č. Budějovice | 0-2  | 3-2  | –––– | 2-1  | 1-1  | 3-0  | 3-0  | 0-1  | 2-0  | 2-0  | 0-3  | 2-0  | 0-1  | 2-2  | 3-1  | 0-3  |
| Fastav Zlín        | 1-1  | 2-3  | 2-3  | –––– | 0-1  | 1-4  | 0-2  | 2-0  | 1-0  | 1-0  | 0-1  | 2-1  | 2-1  | 0-2  | 1-0  | 1-1  |
| Jablonec           | 2-1  | 2-0  | 0-1  | 1-0  | –––– | 1-0  | 2-1  | 2-1  | 4-0  | 2-2  | 0-2  | 6-0  | 0-1  | 2-2  | 4-1  | 1-2  |
| Karviná            | 1-2  | 0-0  | 0-0  | 2-0  | 0-1  | –––– | 2-2  | 1-1  | 2-0  | 1-1  | 0-0  | 0-2  | 0-1  | 1-4  | 3-0  | 1-1  |
| Mladá Boleslav     | 2-0  | 2-1  | 4-2  | 1-1  | 1-3  | 1-0  | –––– | 4-1  | 6-0  | 0-2  | 0-1  | 0-0  | 1-3  | 4-3  | 3-1  | 2-1  |
| Opava              | 0-2  | 0-1  | 2-0  | 0-3  | 1-2  | 0-0  | 1-0  | –––– | 1-0  | 2-1  | 1-1  | 1-1  | 1-1  | 0-1  | 0-1  | 0-3  |
| Příbram            | 0-0  | 3-2  | 2-0  | 0-0  | 4-0  | 0-2  | 0-0  | 0-0  | –––– | 0-0  | 0-1  | 1-4  | 2-1  | 0-1  | 1-1  | 1-2  |
| Sigma Olomouc      | 2-3  | 1-1  | 1-3  | 1-0  | 1-1  | 1-1  | 2-2  | 2-0  | 1-2  | –––– | 0-0  | 2-2  | 1-0  | 1-0  | 2-0  | 0-1  |
| Slavia Praga       | 4-0  | 4-0  | 4-1  | 1-0  | 5-0  | 2-0  | 1-0  | 2-0  | 3-1  | 1-0  | –––– | 3-0  | 1-0  | 1-1  | 3-0  | 0-0  |
| Slovácko           | 0-1  | 1-2  | 0-2  | 1-0  | 1-1  | 2-0  | 1-1  | 4-0  | 2-0  | 0-0  | 2-0  | –––– | 3-1  | 0-2  | 1-1  | 2-1  |
| Slovan Liberec     | 0-0  | 3-1  | 4-2  | 5-0  | 0-0  | 3-0  | 2-2  | 4-0  | 3-2  | 0-1  | 0-3  | 3-1  | –––– | 3-1  | 1-1  | 1-2  |
| Sparta Praga       | 2-0  | 4-0  | 3-3  | 2-2  | 2-0  | 4-0  | 5-2  | 2-0  | 3-0  | 3-3  | 0-3  | 0-2  | 0-2  | –––– | 3-0  | 1-2  |
| Teplice            | 1-1  | 1-0  | 1-3  | 2-1  | 1-2  | 0-0  | 2-0  | 2-2  | 4-0  | 1-3  | 1-5  | 0-0  | 2-0  | 1-1  | –––– | 1-1  |
| Viktoria Plzeň     | 3-0  | 1-0  | 1-0  | 3-0  | 3-2  | 3-2  | 7-1  | 4-0  | 4-0  | 3-1  | 0-1  | 0-2  | 4-1  | 1-0  | 1-1  | –––– |

## Poule scudetto

### Classifica
Le squadre mantengono i punti conquistati nella stagione regolare.{| class="wikitable sortable" style="text-align: center; font-size: 90%;"
! width="7%" |
! width="7%" |Pos.
! width="27%" |Squadra
! width="10%" |Pt
! width="7%" |G
! width="7%" |V
! width="7%" |N
! width="7%" |P
! width="7%" |GF
! width="7%" |GS
! width="7%" |DR
|- style="background:#99CBFF;"
|  ||1.|| style="text-align:left;" | Slavia Praga
|85||35||26||7||2||69||12||+57
|- style="background:#AFEEEE;"
| ||2.|| style="text-align:left;" | Viktoria Plzeň
|76||35||23||7||5||68||24||+44
|- style="background:#B0FFB0;"
| ||3.|| style="text-align:left;" | Sparta Praga
|60||35||17||9||9||66||40||+26
|- style="background:#B0FFB0;"
| ||4.|| style="text-align:left;" | Jablonec
|51||35||14||9||12||48||52||-4
|- style="background:#B0FFB0;"
|  ||5.|| style="text-align:left;" | Slovan Liberec
|51||35||15||6||14||55||51||+4
|- 
| ||6.|| style="text-align:left;" | Baník Ostrava
|47||35||12||11||12||47||43||+4
|}
Legenda:

      Campione della Repubblica Ceca e ammessa alla UEFA Champions League 2020-2021
      Ammessa alla UEFA Champions League 2020-2021
      Ammessa alla UEFA Europa League 2020-2021
 Vincente dei play-off per l'Europa League
Note:

Tre punti per la vittoria, uno per il pareggio, zero per la sconfitta.

### Risultati
|                | Ban  | Jab  | Sla  | SLi  | SPr  | VPl  |
| -------------- | ---- | ---- | ---- | ---- | ---- | ---- |
| Baník Ostrava  | –––– |      | 1-3  |      |      | 0-0  |
| Jablonec       | 1-1  | –––– |      | 1-1  |      |      |
| Slavia Praga   |      | 4-0  | –––– |      | 0-0  | 1-0  |
| Slovan Liberec | 2-1  |      | 1-3  | –––– |      |      |
| Sparta Praga   | 3-2  | 3-0  |      | 4-1  | –––– |      |
| Viktoria Plzeň |      | 2-0  |      | 4-0  | 2-1  | –––– |

## Play-off Europa League
Le qualificazioni per l'Europa League si strutturano ad eliminazione diretta con quarti, semifinali e finale. Sono ammesse ai quarti le squadre classificate dal 7º al 10º posto, che si sfidano in un doppio confronto andata e ritorno. Le vincenti sono ammesse alla semifinale e la vincente della semifinale sfida in una finale, disputata in gara unica, la quinta classificata nel girone play-off.
|  | Primo turno | Primo turno        | Primo turno | Primo turno | Primo turno |  |  | Secondo turno  | Secondo turno | Secondo turno | Secondo turno |  |  | Finale         | Finale |  |  |
|  |             |                    |             |             |             |  |  |                |               |               |               |  |  |                |        |  |  |
|  | 9           | Slovácko           | 1           | 1           | 2           |  |  |                |               |               |               |  |  |                |        |  |  |
|  | 8           | Bohemians 1905     | 2           | 2           | 4           |  |  |                |               |               |               |  |  | Slovan Liberec | 2      |  |  |
|  |             |                    |             |             |             |  |  | Bohemians 1905 | 0             | 2             | 2             |  |  | Mladá Boleslav | 0      |  |  |
|  |             |                    |             |             |             |  |  | Mladá Boleslav | 3             | 1             | 4             |  |  |                |        |  |  |
|  | 10          | Mladá Boleslav     | 2           | 2           | 4           |  |  |                |               |               |               |  |  |                |        |  |  |
|  | 7           | Dyn. Č. Budějovice | 1           | 0           | 1           |  |  |                |               |               |               |  |  |                |        |  |  |

## Play-out
Dopo continue sospensioni e rinvii dovuti a casi di giocatori risultati positivi al COVID-19; il Comitato della Fortuna Liga ha deciso di concludere la stagione non disputando le ultime due giornate dei Play-out e ha stabilito che nessuna squadra fosse retrocessa per questa stagione, dal momento che non è stato possibile concludere la stagione entro il termine del 2 agosto stabilito dalla UEFA.

### Classifica finale
Le squadre mantengono i punti conquistati nella stagione regolare.{| class="wikitable sortable" style="text-align: center; font-size: 90%;"
! width="7%" |
! width="7%" |Pos.
! width="27%" |Squadra
! width="10%" |Pt
! width="7%" |G
! width="7%" |V
! width="7%" |N
! width="7%" |P
! width="7%" |GF
! width="7%" |GS
! width="7%" |DR
|- 
| ||11.|| style="text-align:left;" | Sigma Olomouc
|40||33||9||13||11||39||40||-1
|- 
| ||12.|| style="text-align:left;" | Teplice
|38||33||9||11||13||37||51||-14
|-
| ||13.|| style="text-align:left;" | Trinity Zlín
|33||33||9||6||8||30||52||-22
|- 
| ||14.|| style="text-align:left;" | Karviná
|27||33||5||12||16||25||46||-21
|- 
| ||15.|| style="text-align:left;" | Opava
|25||33||5||10||18||17||50||-33
|- 
| ||16.|| style="text-align:left;" | Příbram
|25||33||6||7||20||21||55||-34
|}
Legenda:

Note:

Tre punti per la vittoria, uno per il pareggio, zero per la sconfitta.

### Risultati
|               | FZl  | Kar  | Opa  | Pří  | Sig  | Tep  |
| ------------- | ---- | ---- | ---- | ---- | ---- | ---- |
| Fastav Zlín   | –––– |      | 3-1  | 1-0  |      |      |
| Karviná       |      | –––– | 0-0  |      |      |      |
| Opava         |      |      | –––– | 0-0  |      |      |
| Příbram       |      |      |      | –––– | 2-0  |      |
| Sigma Olomouc |      | 3-1  |      |      | –––– | 0-0  |
| Teplice       | 4-1  | 4-1  |      |      |      | –––– |

## Spareggi promozione/retrocessione
Gli spareggi per questa stagione sono stati annullati.

## Statistiche

### Classifica marcatori
| Gol |  |  | Giocatore          | Squadra                       |
| --- |  |  | ------------------ | ----------------------------- |
| 14  |  |  | Petar Musa         | Slovan Liberec Slavia Praga   |
| 14  |  |  | Libor Kozák        | Sparta Praga                  |
| 13  |  |  | Lukáš Budínský     | Mladá Boleslav                |
| 12  |  |  | Guélor Kanga       | Sparta Praga                  |
| 12  |  |  | Jakub Řezníček     | Teplice                       |
| 10  |  |  | Nikolaj Komličenko | Mladá Boleslav                |
| 10  |  |  | Martin Doležal     | Jablonec                      |
| 10  |  |  | Michael Krmenčík   | Viktoria Plzeň                |
| 10  |  |  | Pavel Bucha        | Mladá Boleslav Viktoria Plzeň |
| 10  |  |  | Roman Potočný      | Slovan Liberec Baník Ostrava  |